# Serica nigrobrunnea
Serica nigrobrunnea är en skalbaggsart som beskrevs av Moser 1926. Serica nigrobrunnea ingår i släktet Serica och familjen Melolonthidae. Inga underarter finns listade i Catalogue of Life.